# スターリングラード 史上最大の市街戦
『スターリングラード 史上最大の市街戦』（スターリングラード しじょうさいだいのしがいせん、原題：Сталинград、英題：STALINGRAD）は、2013年に公開されたスターリングラード攻防戦をソ連軍の視点から描くロシア製作の戦争映画。ロシア映画史上初のIMAX及び3D公開作品であり、2013年9月27日にヴォルゴグラードで初公開。監督はフョードル・ボンダルチュク、主演はトーマス・クレッチマン、ヤニナ・ストゥディリナ、セルゲイ・ボンダルチュク、ドミトリー・リセンコフらが務めている。
日本では劇場未公開。2015年8月5日にソニー・ピクチャーズ エンタテインメントからDVD（規格品番：OPL-80577/RDD-80577）とBlu-ray Disc（規格品番：BLU-80577）が発売されている。パッケージのキャッチコピーは「愛する者と祖国を守るために。」。

## キャスト
※括弧内は日本語吹替。
- カーン大尉：トーマス・クレッチマン（津田英佑）
- マーシャ：ヤニナ・ストゥディリナ（英語版）（壹岐紹未）
- ヘンツェ中佐：ハイナー・ラウターバッハ（山本格）
- アスターホフ：セルゲイ・ボンダルチュク（中村章吾）
- チュヴァノフ：ドミトリー・リセンコフ（加瀬康之）
- ポリャコフ：アンドレイ・スモリャコフ（英語版）（やまむらいさと）
- ニキフォロフ：アレクセイ・バラバシュ（英語版）（北村謙次）
- クラスノフ：オレグ・ヴォルク（竹内栄治）
- カーチャ：マリヤ・スモルニコワ（英語版）（木下紗華）
- グロモフ：ピョートル・フョードロフ（英語版）（丹沢晃之）
- セルゲイ／ナレーション：三木眞一郎

※その他の日本語吹替：宮本克哉／下山田綾華／あいざわゆりか／増元拓也／鳴海崇志

## スタッフ
- 監督：フョードル・ボンダルチュク
- 脚本：イリヤ・ティルキン、セルゲイ・スネシュキン
- 製作：セルゲイ・メルクモフ、アレクサンドル・ロドニヤンスキー（英語版）、ドミトリー・ルドフスキー
- 音楽：アンジェロ・バダラメンティ
- 撮影：マキシム・オサトチー
- 編集：ナタリア・グリナ

## 日本語版制作スタッフ
- 演出：岩田敦彦
- 翻訳：桜井文
- 制作：グロービジョン